# Something in Your Mouth
Something in Your Mouth – drugi singel kanadyjskiego zespołu rockowego Nickelback, pochodzący, a zarazem promujący płytę „Dark Horse” wydaną w 2008 roku. Singel został wydany jedynie w Stanach Zjednoczonych początkowo w formie digital download, a 15 grudnia 2008 roku jako radio single. Utwór został zamieszczony na pierwszej pozycji na krążku, trwa 3 minuty i 39 sekund i jest ósmym utworem co do najdłuższych, znajdujących się na płycie. Autorem tekstu do utworu jest wokalista grupy Chad Kroeger, muzykę skomponował wspólnie cały zespół, wraz z producentem Robertem Langiem. Jest to pierwszy utwór zespołu w którym kompozytorem jest ktoś spoza muzyków.
Singel został zakazany w Wielkiej Brytanii. Utwór utrzymany jest w mocnym hardrockowym brzmieniu, na który wpływ ma mocny otwierający utwór riff, który jest bardzo podobny do tego z utworu „Swap Meet” grupy Nirvana z albumu „Bleach” z 1989 roku. Udział w komponowaniu muzyki do utworu ma również producent Robert Lange. Utwór prócz swego ciężkiego brzmienia, zawiera także nowe elementy, których dotychczas w muzyce zespołu nie było, m.in. sekwencje rapowe.
W wywiadzie, Kroeger stwierdził, że jeden z riffów gitarowych przyszedł mu na myśl gdy był na wycieczce. Nagrał riff na swój telefon komórkowy i wysłał go producentowi, Robertowi Lange, który podniósł mikrofon do jego własnego telefonu komórkowego i nagrał wysłany riff. Riff nagrany na telefonie jest użyty na albumie i nie był nagrany w studiu.

## Tekst utworu
„Something in Your Mouth” jest powrotem grupy do hardrockowego brzmienia. Sam tekst utworu jest także swoistą kontynuacją wcześniejszych utworów grupy, „Figured You Out” z roku 2003 oraz „Animals” z roku 2005. Tekst utworu przedstawia atrakcyjną dziewczynę, która zyskuje sobie uwagę każdego kto się wokół niej znajduje, swym dwuznacznym tańcem oraz sposobem ubierania się. tekst zawiera liczne podteksty seksualne. Sam tytuł utworu „Coś w Twojej buzi” jest otwarty na różne interpretacje, zwykle kojarzące się z seksem oralnym. Ze względu na swe seksualne przesłanki, utwór bardzo często bywa porównywany do singla „Animals”, gdzie również była poruszona tematyka seksu oralnego.

## Miejsca na listach
Utwór zadebiutował na 96 miejscu na liście Billboard Hot 100, a w ojczystej Kanadzie na liście Canadian Hot 100 początkowo na miejscu 71, by w następnym tygodniu awansować na miejsce 56. Utwór początkowo zajmował 29 miejsce na amerykańskiej liście Mainstream Rock Tracks, jednak po kilku tygodniach dotarł na szczyt tej listy.
Utwór po raz pierwszy został wykonany na żywo podczas koncertu w Nashville, który się odbył 25 lutego 2009 roku podczas koncertu otwierającego trasę „Dark Horse Tour”. Obecnie utwór pełni rolę utworu otwierającego koncerty grupy. Podczas wykonywania piosenki, zespołowi towarzyszą efekty pirotechniczne.
Utwór został wykonany na żywo przez grupę na gali rozdania kanadyjskich nagród „Juno Awards”, 29 marca w Vancouver. Specjalnie na tę okazję, została przygotowana dla Chada Kroegera gitara marki Gibson Les Paul, zaprojektowana przez Amandę Dunbar jako część „Precious Rebell Collection”. Gitara zawierała logo Dark Horse wykonane z 6000 kryształów Swarovski’ego.

## Lista utworów na singlu
| Nr. |  | Tytuł                     | Tekst        | Muzyka               | Długość |
| --- |  | ------------------------- | ------------ | -------------------- | ------- |
| 1.  |  | „Something in Your Mouth” | Chad Kroeger | Nickelback / R.Lange | 3:39    |
|     |  |                           |              |                      |         |

## Twórcy
Nickelback
- Chad Kroeger – śpiew, gitara rytmiczna, produkcja
- Ryan Peake – gitara prowadząca, wokal wspierający
- Mike Kroeger – gitara basowa
- Daniel Adair – perkusja, wokal wspierający

Produkcja
- Nagrywany: marzec – sierpień 2008 roku w „Mountain View Studios” (Abbotsford) Vancouver, Kolumbia Brytyjska
- Produkcja: Robert Lange, Chad Kroeger, Joe Moi
- Miks utworu: Randy Staub – miks w „The Warehouse Studio” w Vancouver
- Inżynier dźwięku: Robert Lange oraz Joe Moi
- Asystent inżyniera dźwięku: Zach Blackstone
- Mastering: Ted Jensen w „Sterling Sound”
- Operator w studiu: Bradley Kind
- Obróbka cyfrowa: Olle Romo oraz Scott Cooke
- Zdjęcia: Chapman Baehler
- Projekt i wykonanie okładki: Jeff Chenault & Eleven 07
- A&R: Ron Burman

Pozostali
- Szef studia: Jason Perry
- Management: Bryan Coleman z Union Entertainment Group
- Pomysł okładki: Nickelback
- Aranżacja: Chad Kroeger, Ryan Peake, Mike Kroeger, Daniel Adair, Robert Lange
- Tekst piosenki: Chad Kroeger
- Wytwórnia: Roadrunner Records

## Notowania
| Lista (2008)                              | Pozycja |
| ----------------------------------------- | ------- |
| Canadian Hot 100                          | 48      |
| U.S. Billboard Hot 100                    | 96      |
| U.S. Billboard Hot Mainstream Rock Tracks | 1       |
| U.S. Billboard Hot Modern Rock Tracks     | 21      |